# Flamengo

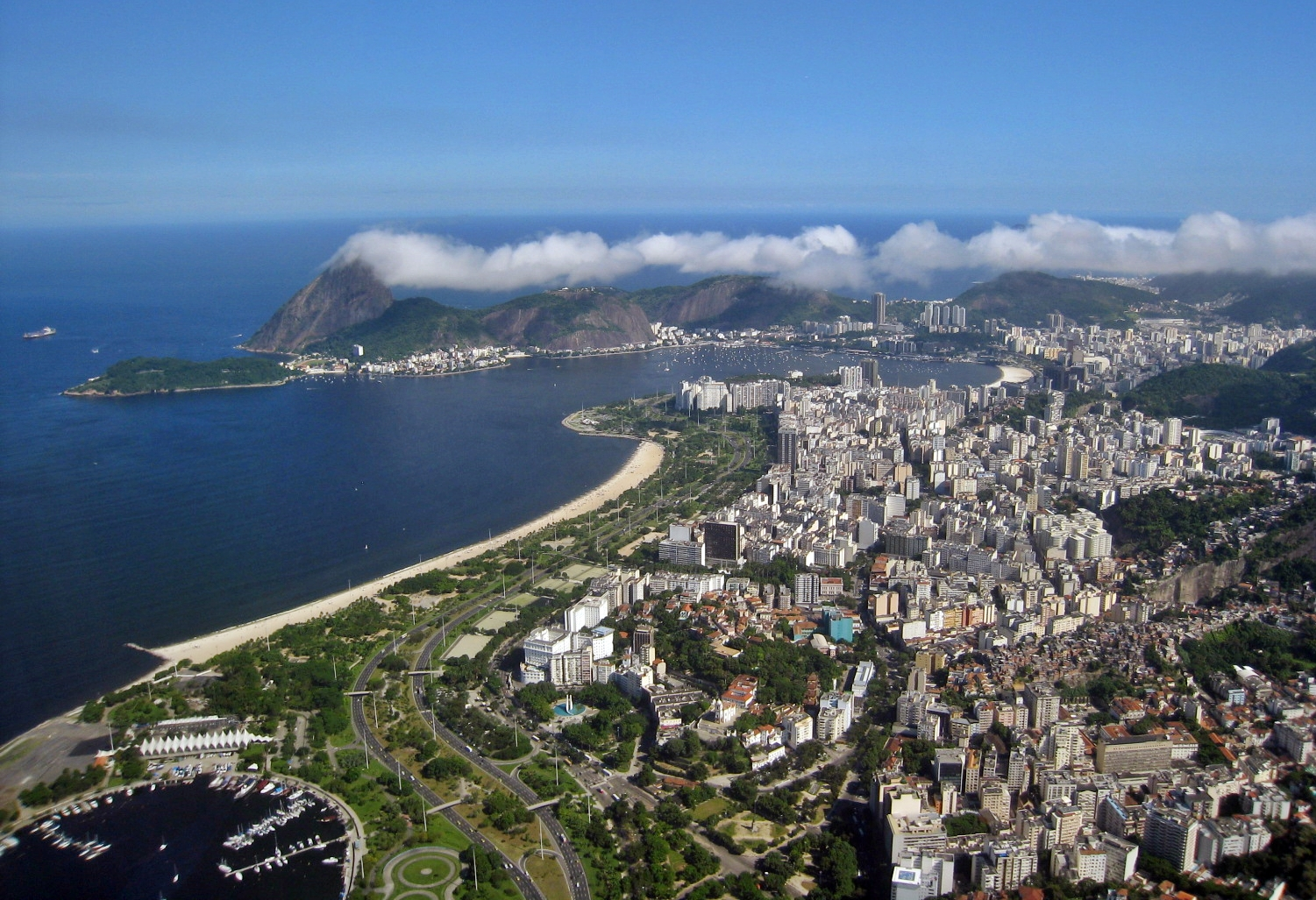
Brigadier Eduardo Gomes park

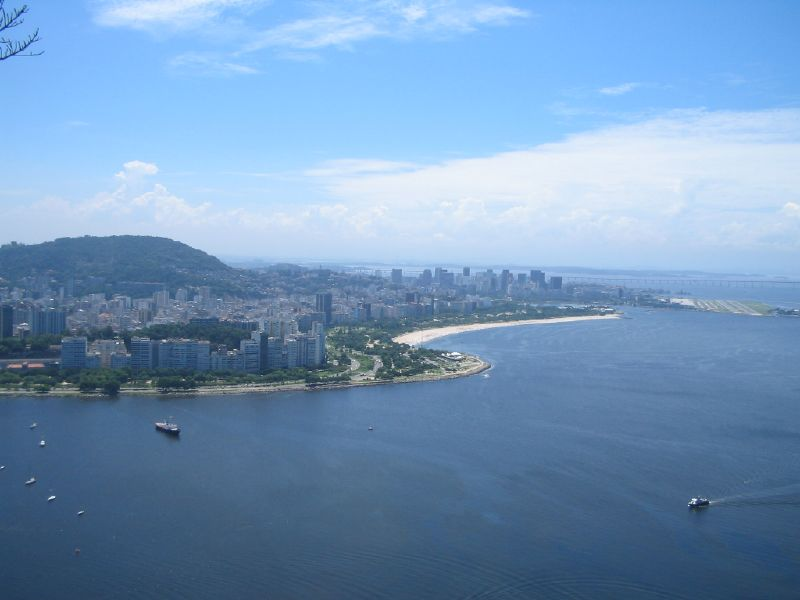
Flamengo strand

Flamengo ( UTTAL) är en stadsdel i Rio de Janeiro, Brasilien.
Det är portugisiska för flamländsk, och gavs till en närliggande strand (Praia do Flamengo, Flandernas strand) då det sägs att belgare ägde landområden här under kolonialtiden. Området ligger mellan distrikten Centro (centrum) och Botafogo på kanten av Guanabarabukten. Vid strandområdet ligger parken "Parque do Flamengo", byggd av Lota de Macedo Soares på nästan 300 acre (1,2 km²) stort landområde från bukten och stod färdig 1960. I parken finns trädgårdar designade av den berömda landskapsdesignern Roberto Burle Marx.
Distriktet har en tunnelbanestation, Flamengo, och många bussförbindelser som länkar till övriga stadsdelar. Stadsdelen ligger nära centrum och från den kan man se berget Sockertoppen och Kristusstatyn. Många länder har sin Brasilienambassad här, och det finns flera art-decó-byggnader. Nuförtiden är Flamengo mestadels ett bostadsområdet för medelklassen.
Huvudgator är Senador Vergueiro, Marquês de Abrantes och Paissandu, och den stora vägen Aterro of Flamengo, som sammanbinder den södra zonen med stadens centrum.